# Kaypa' Tz'iken
Kaypa' Tz'iken (nombre Maya de Pascual Felipe Pajarito), es economista, poeta, músico y editor de la nación Maya Tujaal, nació el 30 de julio de 1974 en el municipio de Sacapulas, departamento de Quiché, Guatemala, C.A. Estudió Economía en la Universidad de San Carlos de Guatemala (USAC) y es miembro del colegio de economistas de Guatemala.
Es miembro fundador del grupo "Ixb’alamkyej Junajpu Wunaq, Colectivo Autónomo de Pensamientos y Saberes Mayas"; Fundador y Editor de la iniciativa TUJAAL.ORG; Fundador y Director de la editorial Tujaal Ediciones; y Cofundador, bajista y escritor del grupo de música maya contemporánea Tujaal Rock.
Ha publicado 2 libros de poesía en idioma Maya Tujaal: (1) Rch’a’b’al Tz’iken / Palabras de Pájaro (2015) y (2) Kuyo’ ni Loq’b’al Tziij / Palabras para vos (2016).